# カランジャーヌス
カランジャーヌス（イタリア語: Calangianus）は、イタリア共和国サルデーニャ自治州サッサリ県にある、人口約4,000人の基礎自治体（コムーネ）。

## 地理

### 位置・広がり

#### 隣接コムーネ
隣接するコムーネは以下の通り。
- ベルキッダ
- ルーラス
- モンティ
- サンタントーニオ・ディ・ガッルーラ
- テルティ
- テンピオ・パウザーニア

## 行政

### 分離集落
カランジャーヌスには、以下の分離集落（フラツィオーネ）がある。
- San Leonardo, Cantoniera Larai, Cantoniera Catala